# Antifilo
Antifilo (Egitto, ... – ...; fl. IV-III secolo a.C.) è stato un pittore greco antico, ricordato da Quintiliano tra i maggiori pittori dell'età di Alessandro Magno insieme a Eufranore, Apelle e Protogene.

## Biografia
Nacque in Egitto e fu allievo di uno Ctesidemo (Nat. hist., XXXV, 114); è noto l'aneddoto relativo alla gelosia di Antifilo per il successo di Apelle e alla conseguente calunnia di quest'ultimo presso il re Tolomeo, riportato da Luciano di Samosata. Fu autore di opere a tempera e a encausto, di soggetto sia mitologico che storico (una sua caccia di Tolomeo rimanderebbe, se è corretta l'identificazione dell'opera come archetipo di un mosaico da Stabia e di uno da Sétif, al fregio della caccia di Verghina), di scene di genere e caricature. La sua notorietà è confermata dalla presenza di numerose delle sue opere a Roma. Tra le opere più note un satiro aposkopein (nell'atto di spiare) coperto da una pelle di pantera, un fanciullo che soffia sul fuoco, la cui descrizione rimanda alle capacità dell'autore nell'uso degli effetti luministici, e infine la caricatura di un personaggio di nome Gryllos che avrebbe iniziato lo sfruttamento di simili tematiche da parte della pittura tolemaica, e dato inizio al genere dei grylloi. La facilità nel dipingere che gli attribuisce Quintiliano è più probabilmente da intendersi in relazione alla varietà dei generi e delle tecniche che non alla velocità di esecuzione.